# Eschenbach (Pommelsbrunn)
Eschenbach (ⓘ) ist ein Gemeindeteil der Gemeinde Pommelsbrunn im Landkreis Nürnberger Land (Mittelfranken, Bayern). Die Gemarkung Eschenbach hat eine Fläche von 4,796 km2. Sie ist in 1703 Flurstücke aufgeteilt, die eine durchschnittliche Flurstücksfläche von 2816,19 m2 haben.

## Geographische Lage
Das Pfarrdorf Eschenbach liegt im mittleren Pegnitztal an der Mündung des Hirschbaches in die Pegnitz.

## Geschichte
Die ersten Hinweise auf eine Besiedlung des Gebiets von Eschenbach reichen bis in die Bronzezeit zurück. Etwa aus dem Jahr 1200 v. Chr. stammen Grabbeigaben aus zwei Hügelgräbern, die 1890 beim Roden eines Grundstücks gefunden wurden. Weitere Funde bis zur ersten urkundlichen Erwähnung im Jahre 1059 fehlen allerdings. Man kann jedoch annehmen, dass Eschenbach um 700 von Baiern gegründet wurde.
Mit der Weihe der Kirche St. Paulus im Jahr 1059 wurde „Eschinebach“ in einer Aufzeichnung des Bischofs Gundekar II. von Eichstätt erstmals erwähnt. Bald kam Eschenbach unter die Obhut des Bischofs von Bamberg. Um 1330 bis 1367 saßen die Ritter Türriegel als Ministerialen auf der Burg. Erst 1458 kam Eschenbach zum Bistum Eichstätt zurück. Weltliche Herren waren zuerst die Grafen von Sulzbach und ihre Untervögte, die Herren von Neidstein. Diese wiederum hatten abhängige Dienstmannen beauftragt, die auf dem Herrensitz, der Eschenbacher Wasserburg, saßen. Auch hatten die Eschenbacher Güter in dieser Zeit wechselnde Burgmannen, nach heutigem Verständnis Ritter.

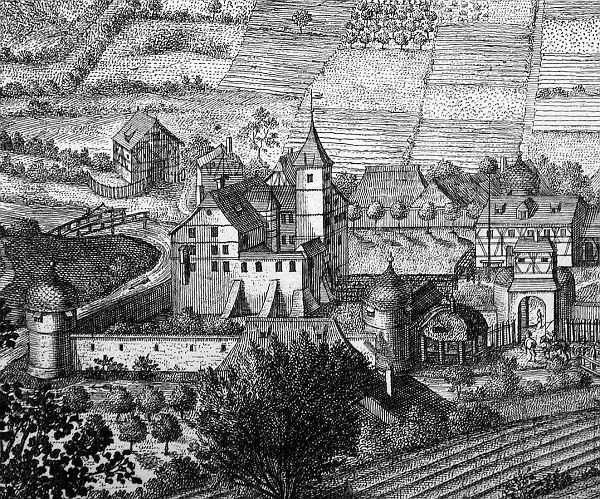
Schloss Eschenbach (um 1600)

1403 verkauften die damaligen Besitzer Eschenbach dem Nürnberger Patrizier Heinrich Harsdörfer. Nach dem Landshuter Erbfolgekrieg von 1504/05 kam Eschenbach unter die Landeshoheit der Reichsstadt Nürnberg und 1508 durch Heirat an die traditionsreiche Nürnberger Patrizierfamilie Ebner, die sich seitdem Ebner von Eschenbach nennt. Deren Besitztum bildete die Herrschaft Eschenbach, die die Dorf- und Gemeindeherrschaft über den Ort ausübte. Die Hochgerichtsbarkeit hingegen fiel in den Zuständigkeitsbereich des ebenfalls nürnbergischen Pflegamtes Hersbruck.
Der Herrensitz befindet sich noch heute im Besitz dieser Familie. Im Zweiten Markgrafenkrieg wurde 1552 der gesamte Ort samt Wasserburg niedergebrannt. Im Dreißigjährigen Krieg wurden 1634 die meisten Wohngebäude des Orts erneut niedergebrannt, die Wasserburg blieb jedoch unbeschädigt. 1806 gelangte Nürnberg und damit auch Eschenbach zum Königreich Bayern, den Ebnern von Eschenbach blieb nur ein Patrimonialgericht.
1938 erwarb Willy Liebel, NS-Oberbürgermeister der sog. „Stadt der Reichsparteitage“, für knapp 10.000 Reichsmark ein Wochenendhaus in Pommelsbrunn. Es diente Liebel und seiner zweiten Ehefrau Else Liebel (geb. Schmidt) mit ihren vier Kindern als Wochenend- und Ferienhaus. Nach dem Kriegsende und dem Tod Liebels 1945 wohnte die verbliebene Familie in dem Gebäude, dass sie nun als festen Wohnsitz nutzen. Die Kinder gingen hier zur Schule und die Nachbarschaft unterstützte die Witwe nach eigenen Angaben mit kleinen Diensten und Reparaturen.
Am 1. Januar 1972 wurde das bis dahin selbständige Eschenbach in die Gemeinde Pommelsbrunn eingegliedert.

### Einwohnerentwicklung
Gemeinde Eschenbach
- 1939: 432 Einwohner[11]
- 1946: 927 Einwohner[11]
- 1961: 564 Einwohner[12]
- 1970: 473 Einwohner[12]

Ort Eschenbach
- 1985: 468 Einwohner[13]
- 1. Januar 2003: 555 Einwohner
- 1. Januar 2007: 583 Einwohner
- 1. Juli 2009: 593 Einwohner[14]
- 1. Juli 2020: 539 Einwohner[15]

### Wappen
Das Wappen von Eschenbach ist identisch mit dem Wappen der Patrizierfamilie Ebner der Freien Reichsstadt Nürnberg. Von Blau und Gold neunmal von oben nach unten gespitzt, von jeder Farbe viereinhalb Spitzen sichtbar.

## Kultur und Sehenswürdigkeiten

### Evangelisch-lutherische Pfarrkirche (Pauluskirche)

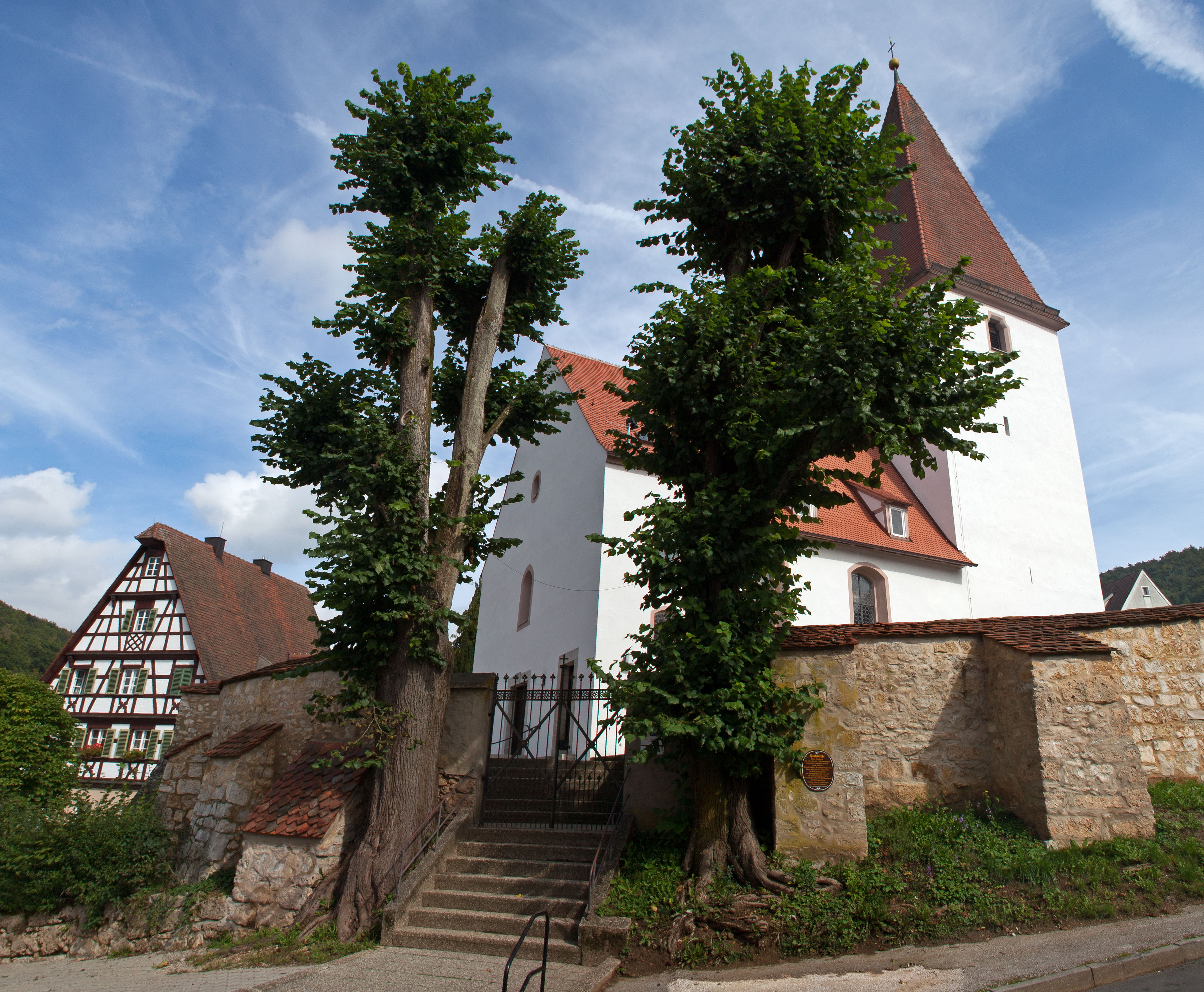
Pauluskirche mit Pfarrhaus

Die Kirche wurde 1059 dem heiligen Paulus geweiht. Der frühgotische Chorturm entstand vermutlich um 1300. Das Langhaus wurde 1760 völlig umgestaltet; damals wurden Doppelemporen mit bemerkenswertem Rokoko-Stuckdekor eingezogen. 1864 wurde die Sakristei neu gebaut. Besondere Beachtung verdient ein kleines Glasgemälde (Christus am Kreuz) im Südfenster des Chores aus dem frühen 14. Jahrhundert. Der Kirchhof ist mit einer noch zwei bis vier Meter hohen und einen Meter starken Ringmauer befestigt. Bis 1776 trug der Turm vier Scharwachttürmchen.

### Wasserschloss/Wasserburg

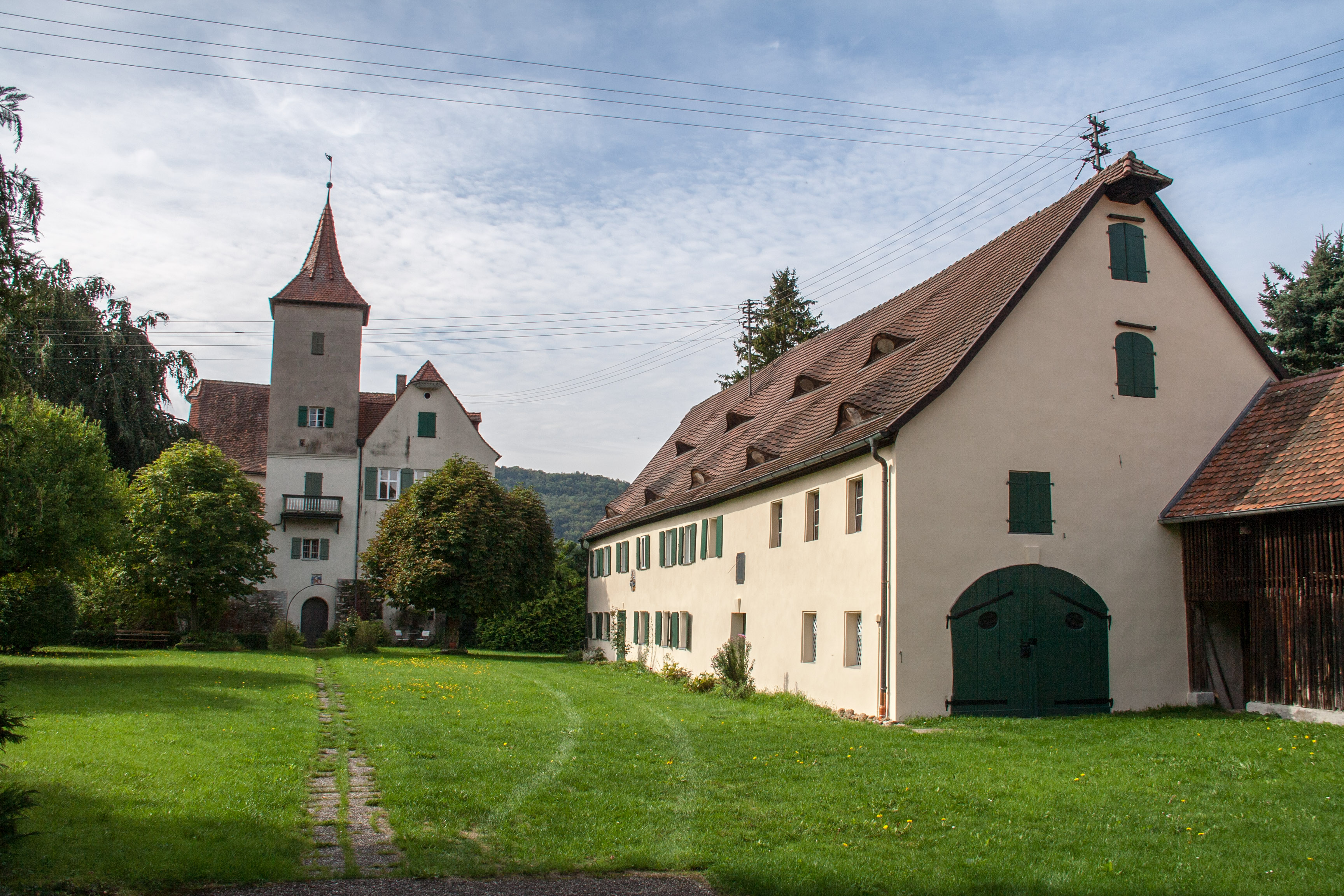
Schloss

Das Schloss wurde 1230 als Wasserburg erbaut. Im Zweiten Markgrafenkrieg wurde es zerstört und 1553/54 als Schloss wieder errichtet. Nach der Herrschaft der Neidsteiner, Reichenecker und Wolfsteiner fiel die Wasserburg 1403 an die freie Reichsstadt Nürnberg, unter dem Einfluss der Patrizierfamilie Harsdörfer. Im Jahr 1508 gelang es in den Besitz der Familie Ebner von Eschenbach, die bis heute Eigentümer des Schlosses ist.
Bei dem Schloss handelt es sich um eine für die Gegend typische Wasserburg mit dreistöckigem Palas und Vorburg (Wirtschaftshof). Der nach der Zerstörung von 1552 errichtete Neubau von 1554 ist fast vollkommen erhalten. Lediglich die äußere Umwallung und der Wassergraben wurden um 1830 bis auf einen der vier Rundtürme beseitigt. Der Ahnensaal (um 1730) enthält eine Sammlung mit Ölbildnissen von ebnerschen Familienangehörigen. Das Gebäude wird an der Südostseite vom Hirschbach und an der Südwestseite von der Pegnitz begrenzt.

### Wengleinpark

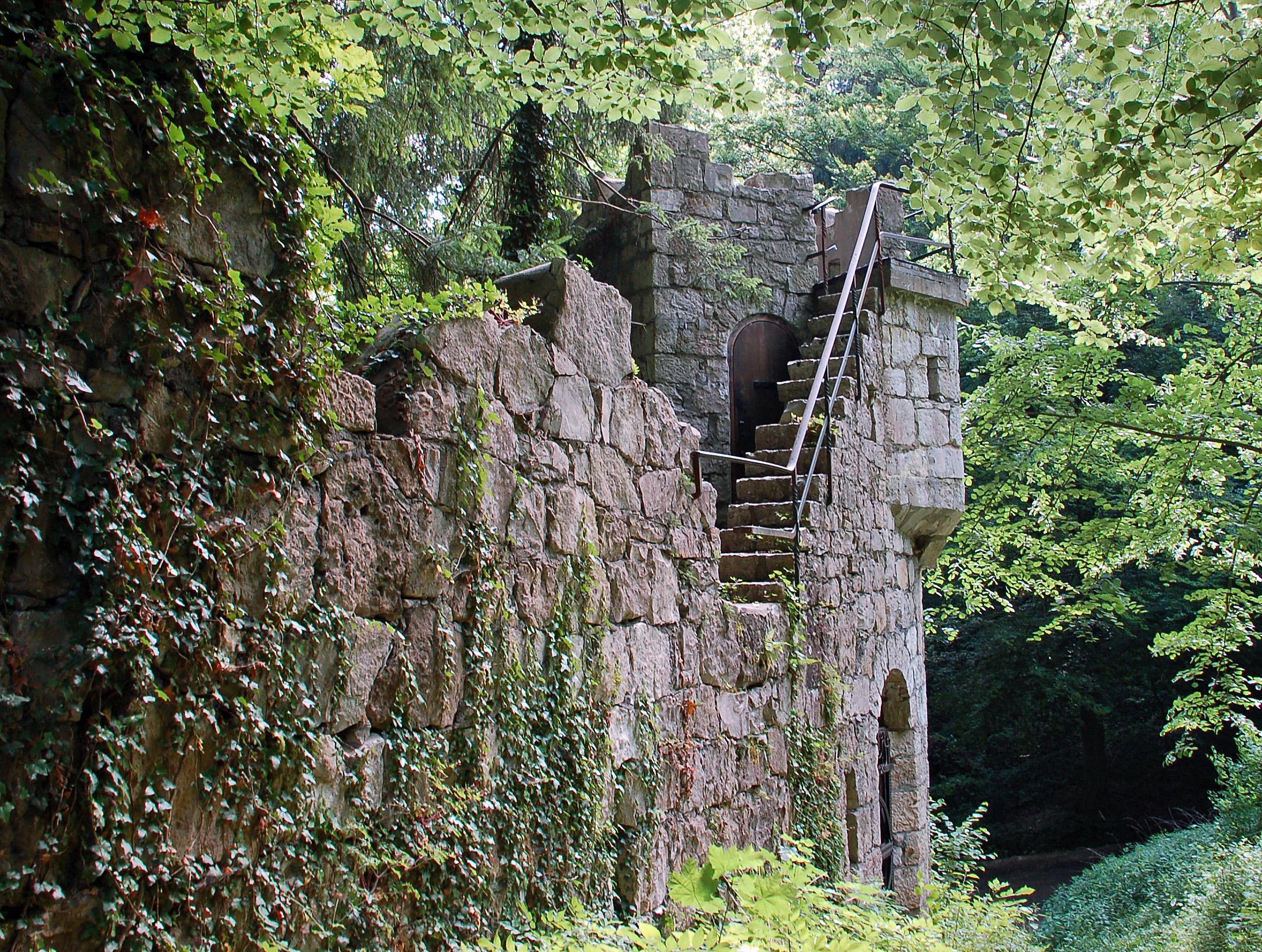
Heroldsturm – markiert Eingang zum Wengleinspark

Der 6 Hektar große Wengleinpark ist ein überregional bekannter Naturschutzpark. Der Park ist Bayerns ältestes, noch aktiv für die Umweltbildung genutztes Naturschutzgelände. Das Gelände ist Landschaftsschutzgebiet und liegt mitten im FFH-Gebiet „Traufhänge der Hersbrucker Alb“. Seit 1994 ist es eine offizielle Umweltstation des Bundes Naturschutz in Bayern.

### Regelmäßige Veranstaltungen
Kirchweih ist am St. Maria-Magdalenentag (22. Juli).

### Sport
Seit 1966 besteht der SC Eschenbach mit seinem Areal in den Pegnitzwiesen.

## Verkehr
Eschenbach liegt an der Bahnstrecke Nürnberg–Cheb, besitzt aber keinen Halt. Die nächstgelegene Station befindet sich in Hohenstadt.

## Persönlichkeiten

### Söhne und Töchter der Stadt
- Johannes Zeltner (1805–1882), Nürnberger Industrieller, geboren in Eschenbach
- Johann Georg Zeltner, Brauereibesitzer der Joh.Gg.Zeltner Brauerei in Nürnberg, geboren in Eschenbach
- Johannes Zahn (1817–1895), deutscher Theologe, geboren in Eschenbach
- Die Eschenbacher Johannes Raum (1875–1936), Fritz Wärthl (1884–1965) und seine Schwester Elisabeth Wärthl (1886–1975) haben für die Leipziger Mission (heute: Evangelisch-Lutherisches Missionswerk Leipzig e. V.) in Ostafrika gearbeitet.

### Persönlichkeiten, die vor Ort gewirkt haben
- Carl Wenglein (1882–1935), Schwabacher Nadelfabrikant, der als Begründer des „Weltbundes für Natur und Vogelschutz“ bekannt wurde. Er bewohnte lange Jahre eine Villa in Eschenbach und gründete am Ort 1930 den Wengleinpark.